# Nikołajewska Szkoła Inżynieryjna
Nikołajewska Szkoła Inżynieryjna (w literaturze spotykana nazwa Nikołajewska Szkoła Inżynierii; ros. Николаевское инженерное училище) – rosyjska instytucja edukacyjna, istniejąca w Petersburgu, której ukończenie dawało absolwentom wykształcenie średnie specjalne (wojskowe - chorąży inżynierii).

## Historia szkoły
Głównej Szkole Inżynierii w Petersburgu w dniu 21 lutego 1855 nadano nazwę Nikołajewska, a wydział oficerski szkoły przekształcono w samodzielną Nikołajewską Akademię Inżynieryjną. Szkoła zaczęła kształcić wyłącznie młodszych oficerów wojsk inżynieryjnych. Po ukończeniu trzyletniego kursu absolwenci otrzymywali stopień chorążego inżyniera ze średnim wykształceniem ogólnym i wojskowym (od 1884 podporucznika inżyniera). 
Wśród nauczycieli szkoły był Dmitrij Mendelejew (chemia). W 1857 roku czasopismo „Engineering Notes” przemianowano na „Engineering Journal” i było wydawane wspólnie przez szkołę i akademię. W 1863 szkoła ponownie połączyła się na pewien czas z Akademią Inżynieryjną. Generał dywizji Szuljaczenko, stacjonujący w szkole, zajmował się badaniami nad właściwościami i klasyfikacją materiałów wybuchowych. Akademik Jacobi zajmował się badaniami nad elektryczną metodą strzałową. P. Jabłoczkow pracował nad stworzeniem lampy łukowej. 
Wraz z wybuchem I wojny światowej zaistniała konieczność pilnego wysłania na front wszystkich podchorążych-inżynierów, którzy przed terminem otrzymali awans na oficerów, a także podoficerów i żołnierzy, którzy otrzymali awans na chorążych. Szkoła przeszła na 8-miesięczne szkolenie oficerów chorążych w czasie wojny. Jesienią 1917 roku w szkole uczyło się około stu kadetów, nowo przyjętych do szkoły. 24 października (6 listopada) 1917 roku zostali wysłani do Pałacu Zimowego, lecz odmówili jego obrony. 29 października (11 listopada) 1917 roku podchorążowie i oficerowie szkoły wzięli czynny udział w powstaniu kadetów w Piotrogrodzie, mającym na celu stłumienie bolszewickiego zamachu stanu. Kwatera główna powstańców mieściła się w Zamku Michajłowskim. Powstanie upadło.
Szkoła wykształciła przez okres istnienia około 4,4 tys. oficerów. W 1915 roku, podczas wojny, otwarto także Kijowską Aleksiejewską Szkołę Inżynieryjną.. 

## Komendanci szkoły
- 04.08.1899 – 24.12.1905 – generał major (od 6.12.1902 generał porucznik) Jewgraf Saranczow (Саранчов Евграф Семенович);
- 10.05.1906 – 1914 – generał porucznik Nikołaj Krukow (Крюков Николай Александрович)[3].

## Absolwenci szkoły
W nawiasie obok nazwiska podano rok ukończenia szkoły.

- Nikołaj Fieodorow;
- Leonid Michiejew;
- Mstisław Titow.

Polacy - późniejsi generałowie:

- Wiktor Gawroński,
- Konstanty Ihnatowicz,
- Władysław Koziełł-Poklewski,
- Jan Wroczyński,
- Jan Zarako-Zarakowski[4].